# Yūka Yago
Yūka Yago (jap. 矢後佑華 Yago Yūka; ur. 27 lipca 1993) – japońska zapaśniczka walcząca w stylu wolnym. Złota medalistka halowych igrzysk azjatyckich w 2017. Mistrzyni Azji juniorów w 2012 i 2013 roku.